# Mirko Polič
Mirko Polič, slovenski skladatelj in dirigent, * 3. junij 1890, Trst, † 2. oktober 1951, Ljubljana, Slovenija.

## Življenje
Oče mu je bil tiskarnar France, mati mu je bila Marija (roj. Muha).
Polič je študiral na pravni fakulteti v Pragi, nato pa se je posvetil glasbi. V Trstu je bil med študijem na Conservatorio Verdi tudi zborovski dirigent. Leta 1913 je kot dirigent tržaškega Narodnega gledališča uvedel stalne operne prireditve. Deloval je še v Osijeku, Zagrebu, Beogradu in Ljubljani.
Njegova žena je bila operetna pevka Štefka Polič. 

### Direktorljubljanske Opere
V letih 1925–1939 in 1945-1948 je bil Polič direktor ljubljanske Opere. Imel je izvrsten organizatorski smisel, uvajal je nove režijske prijeme in operni repertoar razširil tudi na takrat sodobno domačo in tujo operno ustvarjalnost (marsikakšna opera je v Ljubljani nekaj let po krstni predstavi že doživela tudi slovensko premiero). Zelo je spodbujal tudi uprizarjanje slovenskih oper in operet ter oper tedaj južnoslovanskih skladateljev. 
K delu je pritegnil tudi slikarje (Božidar Jakac, Ivan Vavpotič ...), nadarjene oz. mlade dirigente (Niko Štritof, Danilo Švara, Anton Neffat ...) in režiserje (Bratko Kreft, Ferdo Delak, Ciril Debevec, Osip Šest ...). Dal je na novo prevesti številna operna besedila (Oton Župančič, Niko Štritof).
K sodelovanju je pritegnil tudi številne mlade, obetavne operne pevce (Anton Dermota, Zinka Kunc-Milanov), ki so ob uveljavljenem ansamblu uspešno kreirali najrazličnejše vloge.

## Delo
Kot skladatelj je avtor predvsem vokalnih skladb.
- Turki na Slevici, kantata
- Božična suita, za zbor in orkester
- zborovske skladbe
- samospevi

### Opera
- Mati Jugovičev (1947)
- Deseti brat (1951)

- predelava opere Gorenjski slavček Antona Foersterja
- predelava opere Lepa Vida Rista Savina
- predelava opere Porin Vatroslava Lisinskega